# Phasia femoralis
Phasia femoralis là một loài ruồi trong họ Tachinidae.